# Seriebattle

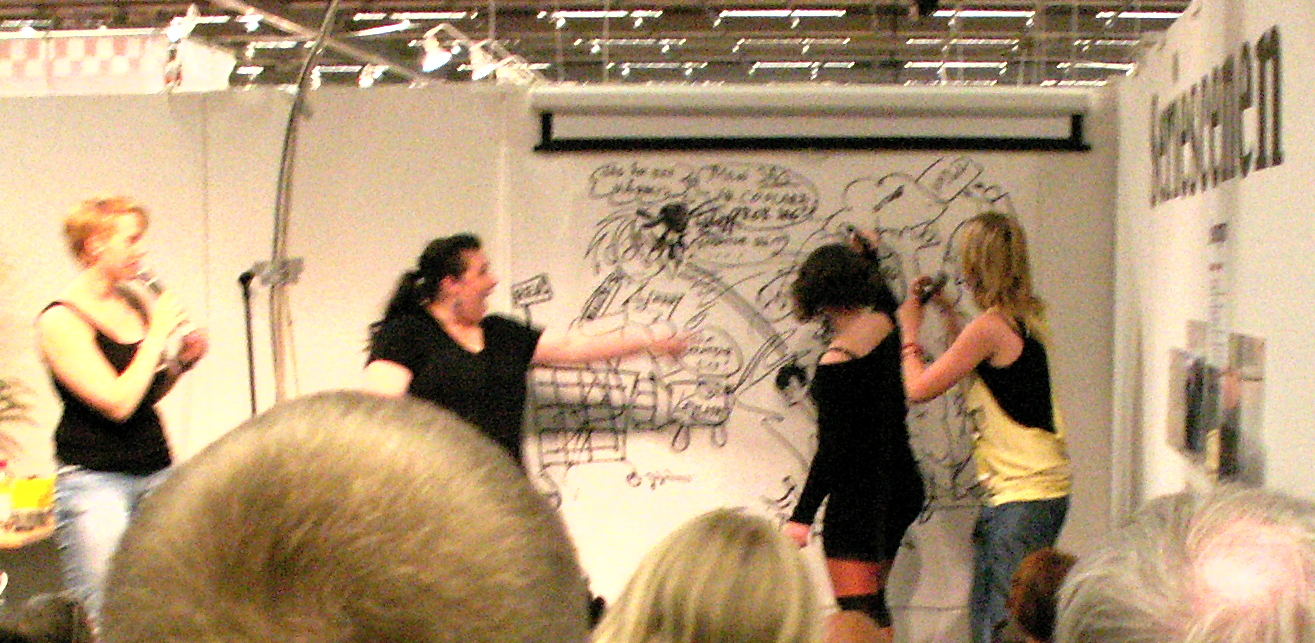
Seriebattle på Bok & Bibliotek 2011.

Ett seriebattle (även tecknarbattle eller teckningsbattle) är en tävling eller ofta lättsam kraftmätning mellan serietecknare inför publik, inspirerat av fenomen som freestylebattle och teatersport. I slutet av 00-talet arrangerades tävlingar i seriebattle i Norge[källa behövs], och därefter har tävlingar bland annat arrangerats i vid mässor och festivaler i Sverige (sedan mars 2009) och Danmark.

## Regler
Seriebattle kan gå till på olika sätt. I regel tävlar ett antal serietecknare mot varandra inför publik (ofta i lag) och improvisationstecknar en bild eller seriesida på ett givet tema och på tid. Temat anges av en tävlingsledare eller av publiken. När tecknandet är avslutat får publiken eller en jury avgöra vinnaren. 

## Seriebattle i Sverige
Seriebattle har i Sverige bland annat arrangerats på Kulturhuset i Stockholm (i Serietekets regi), på Café Hängmattan/Musikens Hus i Göteborg i september 2009, under festivalen I seriernas värld i Malmö 2009 samt på Clarion Hotel i Stockholm i februari 2010. Max Gustafson har varit med och anordnat flera av dessa tillställningar.
Den 15 augusti 2010 anordnades för första gången en landskamp i seriebattle mellan Sverige och Danmark på "seriegatan" vid Sergels torg under Stockholms Kulturfestival. I det danska laget deltog Zven Balslev, Søren Mosdal och Michael Rytz, medan Sveriges färger försvarades av Jonas Darnell, Stef Gaines, Simon Gärdenfors, Ola Skogäng och Mikael Grahn.
Under Bok & Bibliotek-mässan i Göteborg har sedan 2010 flera seriebattle utkämpats på den särskilda Seriescenen samt vid olika releaseevenemang.